# Arquidiocese de Poitiers
A Arquidiocese de Poitiers (em latim: Archidiœcesis Pictaviensis) é uma arquidiocese da Igreja Católica situada em Poitiers, na França. É fruto da elevação da diocese de Poitiers, criada no século III. Seu atual arcebispo é Jérôme Daniel Beau. Sua Sé é a Catedral-Basílica de São Pedro.
Possui 28 paróquias servidas por 137 padres, contando com 81,3% da população jurisdicionada batizada.

## História
A diocese é atestada a partir da metade do século IV, sufragânea da arquidiocese de Bordeaux, sé metropolitana da província romana da Aquitania seconda.
O primeiro bispo historicamente documentado é Hilário de Poitiers, que ocupou a sé de Poitiers alguns anos antes do concílio de Béziers (356), no qual, por não se curvar para as idéias arianistas do imperador, foi exilado na Frígia. Aqui ele foi capaz de participar do Conselho de Seleucia em Isauria (359); no ano seguinte, ele voltou a Gália e morreu em 367 ou 368. Em 312 foi criada uma escola ao lado da catedral, onde foi um aluno Hilário e no século VI são Venâncio Fortunato, bispo de Poitiers e celebrado autor eclesiástico.
Na origem a diocese era muito vasta e alcançava o oceano Atlântico. No século IX e X as invasões dos bretões e os ataques dos condes de Anjou levou à venda forçada de porções de seu território, respectivamente, as Diocese de Nantes e diocese de Angers.
Pouco depois na metade do século XII foi iniciada a construção da atual catedral, graças ao apoio de Leonor da Aquitânia e de seu marido Henrique II de Inglaterra. Foi consagrada em 17 de outubro de 1379.
Em 13 de agosto de 1317, com uma bula do Papa João XXII, foi subtraído de Poitiers toda a parte centro-oeste da diocese em que o papa eregiu as Diocese de Luçon e Diocese de Maillezais. Esta decisão removeu da diocese 3 arciprestados e 7 decanatos, que incluiu 456 paróquias, 16 abadias e 218 priorados.
Carlos VII instituiu a universidade de Poitiers, em oposição a de Paris, que era alinhada com Henrique VI da Inglaterra. Em 28 de maio de 1431 o Papa Eugênio IV aprovou a universidade com uma bula papal.
Em 15 de abril de 1583 o bispo Geoffroy de Saint-Belin adotou o rito romano em toda a diocese.
Em 29 de novembro de 1801 na sequência da concordata os limites da diocese foram substancialmente modificadas para torná-los coincidir com os departamentos de Vienne e Deux-Sevres. Cedeu 130 paróquias às dioceses vizinhas, mas incorporou 93 paróquias retidas da Diocese de La Rochelle e 35 que tinham pertencido à suprimida Diocese de Saintes.
Em 1 de setembro de 1974 a paróquia de Puy-Saint-Bonnet, que desde 1 de setembro de 1973 fazia parte do departamento de Maine e Loire, é cedida à diocese de Angers.
Em 8 de dezembro de 2002, na sequência da reorganização das circunscrições eclesiásticas francesas, Poitiers foi elevada à categoria de arquidiocese metropolitana.

## Prelados
Diversos são os manuscritos que reportam o catálogo dos bispos de Poitiers. Quatro destes são antes do século XIII e, de acordo com Duchesne, "documentos históricos são importantes porque representam a tradição reconhecida no século XII, na Igreja de Poitiers, na sucessão dos bispos aqui." Desde o século VI, o catálogo é amplamente confirmado pelos documentos e evidências históricas; ao contrário, há certeza sobre os nomes anteriores, desta vez, por causa de 23 bispos mencionados, apenas Hilário está historicamente documentado.
- Santo Hilário de Poitiers † (circa 350 - 367 ou 368)
- Pascêncio I †[8]
- Quinziano †
- São Gelásio †
- Santo Antemio †
- São Massêncio †[9]
- Perene †
- Migésio †
- Lupicino I †
- Paio †
- Lupicino II †
- Lupicino III †
- Ésico I †
- Ésico II †
- Antônio †
- Adélfio † (antes de 511 - depois de 533)
- Elápsio †
- Daniel † (mencionado em 541)
- São Piêncio † (antes de 544 circa - circa 561)
- São Pascêncio † (na época do rei Cariberto I)
- Maroveo † (antes de 585 - depois de 590
- Platão † (circa 591/593 - circa 599)
- São Venâncio Fortunato † (599 - circa 607)
- Caregisilo †
- Enoaldo † (mencionado em 614)
- Jean I † (mencionado em 627)[10]
- Didone † (circa 628 ou 629 - depois de 669)
- Ansoaldo † (antes de 677 - depois de 696 ou 697)
- Eparchio †
- São Massimino †
- Gauberto †[11]
- Godo de Rochechouart † (mencionado em 757)[12]
- Magniberto †
- Bertaldo †[13]
- Bento †
- Jean II †[14]
- Bertrando I † (mencionado em 785 circa)
- Sigebrand † (ante de 818 - depois de 830)
- Fridebert ? † (mencionado em 834)[15]
- Ébroïn † (antes de 838 - 848)[16]
- Engenold † (antes de 860 - depois de 871)
- Frotier I ? †[17]
- Hecfroi † (antes de 878 - 900)
- Frotier II † (antes de 905 - depois de 936)
- Alboin † (937 - 962)
- Pierre I † (circa 963 - 975)
- Gislebert I † (975 - 1018)
- Isembert I † (1021 - circa 1047)
- Isembert II † (1047 - 1086)
- São Pierre II † (1087 - 1115)
- Guillaume Gilbert † (1117 - 1123)
- Guillaume Adelelme † (1124 - 1140)
- Grimoard † (1140 - 1140)
- Gislebert II † (1142 - 1154)
- Calo † (1155 - 1157)
- Laurent † (antes de 1159 - 1161)
- Jean aux Belles-Mains † (1162 - 1181)
- São Guillaume Tempier † (antes de 1184 - 1197)
- Adémar du Peirat † (1197 ou 1198 - 1198)
- Maurice de Blazon † (1198 - circa 1214)
- Guillaume Prévost † (1217 - 1224 ou 1225)
- Philippe Balleos † (1226 - depois de 1234)[18]
- Jean de Melun † (circa 1235 - 1257)
- Hugues de Châteauroux † (antes de 1259 - 1271)
  - Sede vacante (1271-1279)
- Beato Gauthier de Bruges, O.F.M. † (1279 - 1306)
- Arnaud d'Aux † (1306 - 1312)
- Fort d'Aux † (1314 - 1357)
- Jean de Lieux † (1357 - 1362)
- Raymond † (1362 - ?)
- Aimery de Mons † (1363 - 1370)
- Guy de Malesec † (1371 - 1375)
- Bertrand de Maumont † (1376 - 1385)
- Simon de Cramaud † (1385 - 1391)
- Louis d'Orléans † (1391 - 1395)
- Ythier de Martreuil † (1395 - 1403)
- Gérard de Montaigu † (1403 - 1409)
- Pierre Trousseau † (1409 - 1413)	
  - Simon de Cramaud † (1413 - 1422) (administrador apostólico, pela segunda vez)
  - Louis de Bar † (1423 - 1424) (administrador apostólico)
- Hugues de Combarel † (1424 - depois de 1438)
- Guillaume Gouge de Charpaignes † (1441 - depois de 1445)
- Jacques Jouvenel des Ursins † (1449 - 1457)
- Léon Guérinet † (1457 - 1462)
- Jean du Bellay † (1462 - 1479)
- Guillaume de Clugny † (26 ottobre 1479 - 1480)
- Pierre d'Amboise, O.S.B. † (1481 - 1505)
  - Jean-François de La Trémoïlle † (1505 - 1507) (administrador apostólico)
- Claude de Husson † (1507 - 1521)
- Louis de Husson † (1521 - 1532)
- Gabriel de Gramont † (1532 - 1534)
  - Claude de Longwy de Givry † (1534 - 1551) (administrador apostólico)
- Jean d'Amoncourt † (1551 - ?)
- Charles Pérusse des Cars † (1560 - 1569)
- Jean du Fay, O.S.B. † (1572 - 1578)
- Geoffroy de Saint-Belin, O. Cist. † (1577 - 1611)
- Henri-Louis Chasteigner de La Roche-Posay † (1612 - 1651)
  - Antonio Barberini † (1653 - 1657) (ilegítimo)
- Gilbert Clérembault de Palluau † (1658 - 1680)
- Hardouin Fortin de la Hoguette † (1680 - 1692)
- François-Ignace de Baglion du Saillant † (1693 - 1698)
- Antoine Girard de La Bornat (La Bournat) † (1698 - 1702)
- Jean-Claude de La Poype de Vertrieu † (1702 - 1732)
- Jérôme-Louis de Foudras de Courcenay †  1732 - 1748)
- Jean-Louis de La Marthonie de Caussade † (1749 - 1759)
- Martial-Louis de Beaupoil de Saint-Aulaire † (1759 - 1798)
  - Sede vacante (1798-1802)
- Luc-Jean-Baptiste Bailly † (1802 - 1804)
- Dominique-Georges-Frédéric Dufour de Pradt † (1805 - 1809)
  - Sede vacante (1809-1817)
- Jean-Baptiste de Bouillé † (1817 - 1842)
- André-Joseph Guitton † (1842 - 1849)
- Louis-Edouard-François-Desiré Pie † (1849 - 1880)
- Jacques-Edne-Henri-Philadelphe Bellot des Minières † (1880 - 1888)
- André-Hubert Juteau † (1889 - 1893)
- Henri Pelgé † (1894 - 1911)
- Louis Humbrecht † (1911 - 1918)
- Marie-Augustin-Olivier de Durfort de Civbac de Lorge † (1918 - 1932)
- Edouard-Gabriel Mesguen † (1933 - 1956)
- Henri-Louis-Toussaint Vion † (1956 - 1975)
- Joseph Jean Marie Rozier † (1975 - 1994)
- Albert Jean-Marie Rouet (1994 - 2011)
- Pascal Jean Marcel Wintzer (2012-2024)
- Jérôme Daniel Beau (desde 2025)